# Bianchi (autoblindo)
L'autoblindo Bianchi, detta anche Automitragliatrice Bianchi fu uno dei primi blindati italiani durante la prima guerra mondiale.

Prodotta dalla Bianchi, il prototipo dell'automezzo era già esistente all'epoca della guerra italo-turca.

## Storia e dati tecnici
Allo scoppio della Guerra italo-turca, l'Automobile Club di Milano decise di aprire una sottoscrizione per donare due autoblindo al Regio Esercito e dimostrare così l'importanza e la versatilità dell'automobile.
Ideate dal sodale barone Antonio de Marchi le autoblindo furono realizzate su due autotelai da 50/60 HP messi a disposizione dalla Edoardo Bianchi e dalla Isotta Fraschini.
I nuovi veicoli erano protetti da piastre metalliche di 6 mm di spessore e armate con due mitragliatrici da 6,5 mm, una sistemata in una torretta al centro, l'altra dentro alla cabina di pilotaggio e che proteggeva il retro. Dato che il peso complessivo era di circa 3.000 kg, speciali accorgimenti vennero presi per rinforzare le ruote. A tale scopo la Pirelli realizzò e mise a disposizione una serie di pneumatici adatti.
La raccolta dei fondi necessari fu rapida, ma i lavori di realizzazione non furono altrettanto celeri, anche data l'assenza di modelli a cui riferirsi. Per giungere a un risultato soddisfacente furono effettuati vari collaudi, presso la zona militare di Cascina Malpensa, lontano da occhi indiscreti.
Finalmente pronte ed enfaticamente denominate "Incrociatori del deserto", le due autoblindo furono consegnate all'Esercito nel maggio del 1913, in occasione del decennale di fondazione dell'Automobile Club di Milano, quando la Guerra italo-turca era pressoché terminata.
Il Regio Esercito non si mostrò inizialmente molto interessato al nuovo veicolo militare. Tuttavia, con lo scoppio della prima guerra mondiale e l'entrata nel conflitto dell'Italia nel maggio 1915, le idee dei vertici militari cambiarono e subito apparve una versione aggiornata e migliorata nella carrozzeria dell'autoblindo Bianchi. Un terzo modello apparve nel 1916, senza torretta e con la mitragliatrice montata semplicemente sullo scafo.

L'Italia impiegò un ridotto numero di queste autoblindo lungo il fronte italiano dal 1915 al 1916.
Nonostante la rudimentalità delle autoblindo Bianchi e il loro esiguo numero prodotto, il modello influenzò il design di altri simili veicoli europei; inoltre gettò le basi per l'impostazione della Lancia 1Z.